# Polycyathus marigondoni
Espèce
Statut CITES
Polycyathus marigondoni est une espèce de coraux de la famille des Caryophylliidae.

## Étymologie
Son nom spécifique, marigondoni, lui a été donné en référence au nom de la grotte où les spécimens ont été collectés, la grotte Marigondon sur l'île de Mactan aux Philippines.

## Publication originale
- Verheij & Best, 1987 : Notes on the Genus Polycyathus Duncan, 1876 and a Description of Three New Scleractinian Corals from the Indo-Pacific. Zoologische Mededelingen, vol. 61, n. 12, pp. 147-154 (texte intégral) (en).